# Jabal Kafraa
Jabal Kafraa (scris și Jabal Kafr Ra 'sau Jabal Kifra ') este un munte în apropiere de Kafraa în Guvernoratul Hama în Siria. Are o altitudine de 625 de metri (2.051 de picioare) și este situat în apropiere de Jabal Zayn al-Abidin, se situează ca al 30-lea cel mai înalt munte din Hama și al 540-lea cel mai înalt din Siria.